# Gabber (musica)
La gabber (o mainstream hardcore) è un sottogenere della techno hardcore che ha avuto origine nei primi anni 90' nei Paesi Bassi, dove è sempre risultata particolarmente nota anche per la presenza di buona parte dei suoi principali artisti. Si può riconoscere dalle sonorità molto cariche e potenti, e dalla velocità ritmica piuttosto elevata. All'estero si sono sviluppate altre versioni di hardcore-gabber; la più nota è la "gabber UK".
Secondo alcune interpretazioni, il nome gabber deriva dal termine in lingua yiddish khaver ("amico"); per altre invece deriverebbe dal sostantivo inglese gab ("chiacchiera"), per via della frequente presenza di tracce parlate prese da scene di film, o di chiacchiere del vocalist (in inglese gabber, "chiacchierone"). La musica gabber si accompagna solitamente con un particolare ballo, chiamato hakken.
Gabber definisce anche i ragazzi vestiti tipicamente da hardcore.
Solitamente rasati a zero o con i capelli rasati fino in alto e lunghi sopra. Nelle donne andava di più questo secondo taglio.
Con il tipico abbigliamento composto da bomber MA-1, tute Australian e scarpe Nike Air Max BW.

## Stili
La musica Hardcore Gabber si propone con suoni duri e veloci con un tempo di circa 160-180 bpm, eccetto il sottogenere terror in stile Speedcore oltre i 200 bpm.
Ciò che caratterizza questo genere musicale è l'uso di una drum machine TR-909, con un distorsore Overdrive Fuzz sul Bassdrum in modo tale da generare un'onda quadra il tutto con un pitch decrescente.
Il suo ritmo solito è di 4/4 (in gergo:"cassa in quattro") accompagnato da parti a percussioni: Snare,Tom, Rim, Claps, Hi hat, Crash e Ride.
Mentre la componente melodica è il suono Hoover del sintetizzatore Roland Alpha Juno, dei suoni Acidi di una TB-303 e infine componenti loop Breakbeat e FX.                                                                                                                 
Uno dei componenti più caratteristici del Hardcore Gabber apparve per la prima volta nel brano Anasthasia (1991) da T99.
Hardcore Style:
-Old School Hardcore: Techno-Hardcore 135-160 bpm.
-Happy Hardcore: genere commerciale in stile UK 165-180 bpm.
-Gabber: Gabberhouse in stile NL 185-200 bpm.
-Industrial Hardcore: Hardcore sperimentale 145-165 bpm.
-Terror: genere estremamente veloce Speedcore in stile USA 200-250 bpm.
Sottogeneri:
Artcore: influenza Breakbeat (amen break).
Darkcore: influenza Dark-Industrial.
Acidcore: influenze Acid House (TB-303).
Trancecore e Psycore: influenze Trance e Psyco.
Con il passare degli anni, e con la nascita dei vari sottogeneri hardcore, la musica Gabber ha diviso il proprio mercato in due fette principali iniziali e ben distinte tra loro: la nu style, genere nordamericano derivato dalla hard house ma pur sempre ballato dal movimento gabber che si caratterizza per la presenza di melodia e di alcune sonorità derivanti dall'happy hardcore che poi si evolverà nelle sue derivazioni jump style e hard style, e la early/old school hardcore, che invece è mirata alla riscoperta delle radici musicali dell'hardcore, poi evolvendosi negli anni 2010 accompagnata nello stesso periodo dall'evoluzione della musica hardcore in una forma francese, Frenchcore, più veloce e tendente a essere influenzata da industrial e techno.